# Green Valley Ranch Resort, Spa & Casino
Green Valley Ranch Resort, Spa & Casino – luksusowy hotel, kasyno i spa, działające w Henderson, w amerykańskim stanie Nevada. Stanowi joint venture pomiędzy Station Casinos i The Greenspun Corporation.
W skład kompleksu wchodzi hotel z 490 pokojami i apartamentami, kasyno o powierzchni 4.600 m², spa oraz 8 restauracji.
Green Valley Ranch Resort, Spa & Casino wyróżniony został nagrodą Czterech Diamentów AAA.

## The District at Green Valley Ranch
W kwietniu 2004 roku skompletowany został wielofunkcyjny projekt The District at Green Valley Ranch, podległy Green Valley Ranch i przylegający do niego od strony wschodniej. Na pierwszym piętrze The District znajdują się sklepy i restauracje, natomiast na kolejnych umiejscowione są luksusowe apartamenty prywatne, biura i kilka restauracji. 
W sierpniu 2005 roku do użytku oddano sześć kolejnych budynków wchodzących w skład The District, złożonych z przestrzeni handlowej i biurowej. 
Za projekt The District odpowiadała The Perlman Design Group.

## Green Valley Ranch w mediach
W 2004 roku, w Green Valley Ranch nagrywany był program reality Discovery Channel i Travel Channel – American Casino, ukazujący codzienne obowiązki pracowników kasyn.
W obiekcie kręcono również kilka odcinków serialu CSI: Kryminalne zagadki Las Vegas.
Zwycięzca 3. serii programu Hell’s Kitchen, Rahman „Rock” Harper, nagrodzony został rocznym kontraktem na stanowisko szefa kuchni w restauracji Green Valley Ranch – Terra Verde.